# Jason Richardson (lekkoatleta)
Jason Richardson (ur. 4 kwietnia 1986 w Houston) – amerykański lekkoatleta specjalizujący się w krótkich biegach płotkarskich.

## Kariera sportowa
Pierwszy znaczący sukces odniósł w 2003 w Sherbrooke, gdzie zdobył dwa tytuły mistrza świata juniorów młodszych w biegach na 110 m oraz 400 metrów przez płotki. Srebrny medalista młodzieżowych mistrzostw NACAC (2006) – dwa lata później na imprezie tej samej rangi zdobył złoto.  W 2008 zdobył złoty medal mistrzostw NCAA w biegu na 110 m ppł. W 2011 dwukrotnie zdobył brązowe medale mistrzostw Stanów Zjednoczonych, w biegach na 110 m ppł (w Eugene) oraz 60 m ppł (w Albuquerque, w hali). W tym samym roku odniósł największy sukces w dotychczasowej karierze, zdobywając w Daegu tytuł mistrza świata w biegu na 110 m ppł (po dyskwalifikacji pierwszego na mecie Kubańczyka Dayrona Roblesa). W 2012 został wicemistrzem olimpijskim. Rok później był czwarty na mistrzostwach świata w Moskwie.

## Rekordy życiowe
- Bieg na 110 metrów przez płotki – 12,98 – Eugene 30/06/2012, Birmingham 26/08/2012
- Bieg na 400 metrów przez płotki – 49,79 – Raleigh 19/06/2004